# LG Nord Berlin
LG NORD Berlin steht für Leichtathletikgemeinschaft NORD Berlin. Die LG wurde 1970 gegründet und umfasst aktuell neben dem SC Tegeler Forst (gegründet 1948) mit rund 1000 Mitgliedern noch zwei weitere Leichtathletikabteilungen anderer Vereine. Dies sind die Leichtathletikabteilungen des BSC Rehberge in Berlin-Wedding und des VfB Hermsdorf in Berlin-Reinickendorf.
Von 1997 bis 2009 starteten die Leichtathleten des Berliner TSC für die LG NORD Berlin, welche 2001 mit dem Grünen Band für vorbildliche Talentförderung im Verein ausgezeichnet wurde. 2000 gewann die LG NORD Berlin (SC Tegeler Forst und Berliner TSC) Silber bei der Deutschen Mannschaftsmeisterschaft der Schüler und 2002 Bronze bei der Deutschen Mannschaftsmeisterschaft der Jugend, im Jahr 2003 folgte dann der Deutschen Jugendmannschaftsmeistertitel für die männliche Jugend.
Bekannteste Leistungsträger waren unter anderem der 1500-Meter-Läufer Carsten Schlangen, der zweifache Olympiateilnehmer (2008 und 2012) und die 2-Meter-Hochspringerin Meike Kröger, die den Verein auch mehrfach international vertraten und beide an den Leichtathletik-Weltmeisterschaften 2009 in Berlin teilnahmen.
2010 gewann Carsten Schlangen bei den 20. Leichtathletik-Europameisterschaften in Barcelona über 1500 Meter die Silbermedaille.
2012 bekam die LG NORD Berlin zum zweiten Mal nach 2002 durch den DOSB das Grüne Band der Commerzbank für die besten Nachwuchsförderung in der Wettkampfleichtathletik verliehen.
2013 konnte die LG NORD Berlin mit Caterina Granz (1500 m), Jossie Graumann (Hochsprung), Marc Koch (400 m und 4 × 400 m), Marcel Matthäs und Stephan Hartmann (Weitsprung) fünf Sportler zu den U20-Europameisterschaften nach Rieti/ITA entsenden und stellte damit das größte Vereinskontingent innerhalb des DLV. Zum Herbst 2013 wechselte der Dresdener Hochspringer Raúl Spank (Dritter der Weltmeisterschaften 2009 in Berlin und Bestleistung 2,33 m) zur LG NORD Berlin und wurde im Jahr 2015 etwas überraschend Deutscher Meister im Dreisprung.
2015 wurde Hochspringerin Jossie Graumann vierte bei den U23-Europameisterschaften in Tallinn/EST und Marc Koch gewann mit der 4-mal-400-Meter-Staffel des DLV die Bronzemedaille.
2016 belegte Leo Köpp im 10.000-Meter-Gehen den 8. Platz bei den U20-Weltmeisterschaften in Bydgoszcz/POL. Bei der gleichen Meisterschaft schied Lennart Mesecke über 3000 Meter Hindernis im Vorlauf aus.
2017 nahmen Marc Koch und Jossie Graumann bei den Halleneuropameisterschaften in Belgrad/SRB teil, wo Jossie Graumann im Hochsprung mit 1,92 m im Finale den fünften Platz belegte. Im Spätsommer belegte sie bei der Universiade in Taipei/TWA im Finale den vierten Rang.
2018 gewann Caterina Granz im Frühjahr die Studentencrossweltmeisterschaften in St. Gallen/SUI. Im Sommer Qualifizierten sich Caterina Granz über 1500 m und Johannes Motschmann über 3000 Meter Hindernis für die Leichtathletik-Europameisterschaften 2018 im Berliner Olympiastadion.
Die früheren Leistungsträger der LG NORD Berlin waren in der Mehrzahl Mittelstreckler, die auch international zum Einsatz kamen. Unter anderem zählen dazu zum Beispiel die Deutschen Meister Franek Haschke, Jonas Stifel, Moritz Höft, Norbert Löwa, Holger Böttcher, die 3000-Meter-Junioreneuropameisterin von 1997 Laura Suffa und die 800-Meter-Läuferin Marlies Hartlieb (geb. Keil). Aber auch im Sprint (Daniel Hechler U20 Europameister von 1995 über 400 Meter Hürden) und Sprung (Marius Hanniske U20 Vizeweltmeister 2004 im Hochsprung)konnte die Startgemeinschaft internationale Erfolge verzeichnen. Weitere Leistungsträger im Männer- und Frauenbereich waren die Diskuswerferin Jessica Kolotzei und die 200-Meter-Sprinterin Maren Schulze, die ebenfalls mehrfach erfolgreich an Deutschen Meisterschaften teilnahmen. Die ehemalige Mehrkämpferin und spätere Diskus- und Hammerwerferin Mariama Jamanka kam durch die Leichtathletik zum Bobfahren und wurde 2018 im Frauen-Zweierbob bei den Olympischen Spielen in Pyeongchang als Pilotin Olympiasiegerin.